# Bayi FC
August First Football Team (Chinesisch: 八一; pinyin: Bāyī), meistens einfach mit Bayi FC abgekürzt, war ein chinesischer Fußballverein der Volksbefreiungsarmee (Kurzzeichen: 中国人民解放军) zwischen 1951 und 2003. Voller Name des Vereins war The People’s Liberation Army Bayi Football Club (Kurzzeichen: 中国人民解放军八一足球俱乐部). Die Mannschaft war in der Hauptstadt Peking beheimatet.

## Geschichte
Bayi hat eine lange Liste von Erfolgen vorzuweisen und gewann die nationale Meisterschaft fünf Mal. Als eine Mannschaft der Volksbefreiungsarmee konnte der Verein jedoch keine Spieler von außen transferieren.
Nachdem vom chinesischen Fußballverband im Jahr 1994 ein neues Ligasystem eingeführt worden war, zog Bayi aus finanziellen Gründen nahezu jedes Jahr in eine neue Spielstätte, zum Beispiel nach Tàiyuán, Xi’an, Kunming, Shijiazhuang, Xinxiang, Liuzhou und Xiangtan, Hunan, um. In diesen Jahren hatte der Verein mehrere Sponsoren, unter anderem Bayi Zhengbang und Bayi Xiangtan.
2003 wurde der Verein von der Volksbefreiungsarmee aufgelöst.

## Erfolge
Chinese Jia-A League: 1953, 1974, 1977, 1981, 1986